# North Carolina Film Critics Association Awards 2016

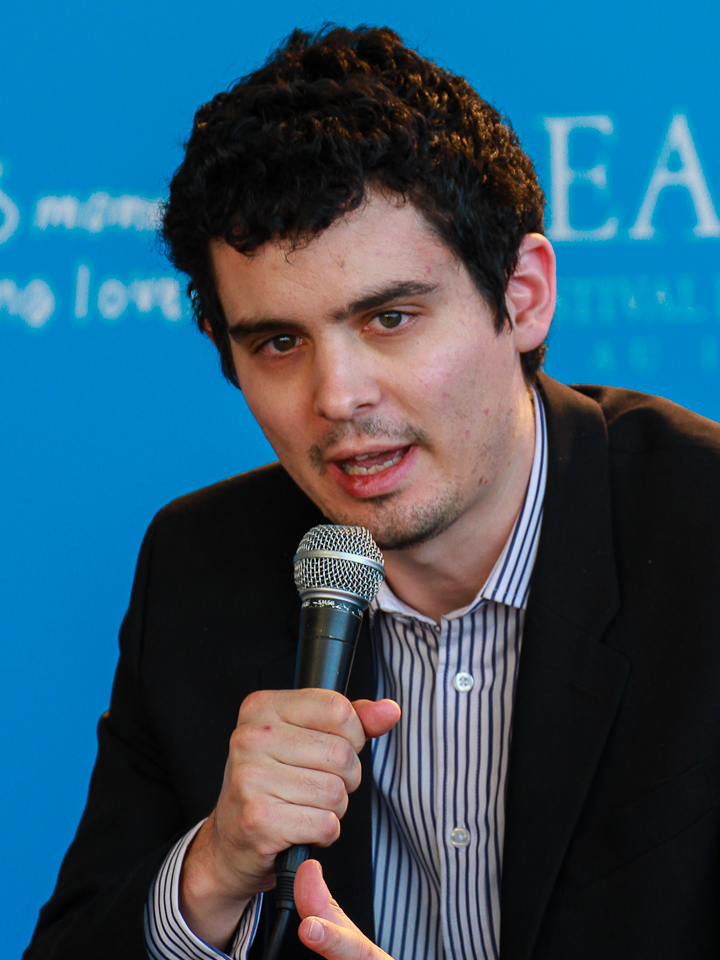
Damien Chazelle vítěz v kategorii nejlepší režie

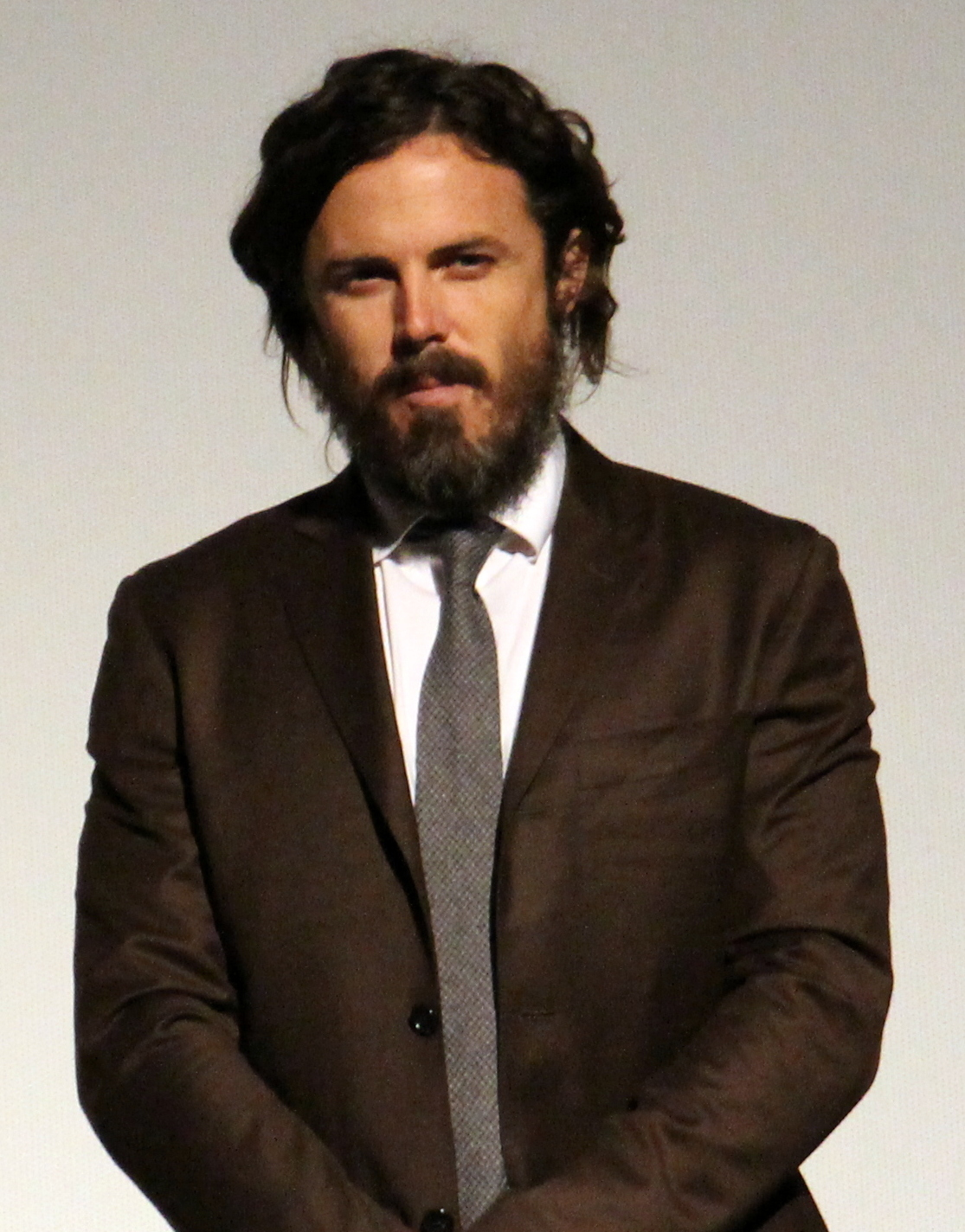
Casey Affleck vítěz v kategorii nejlepší herec v hlavní roli

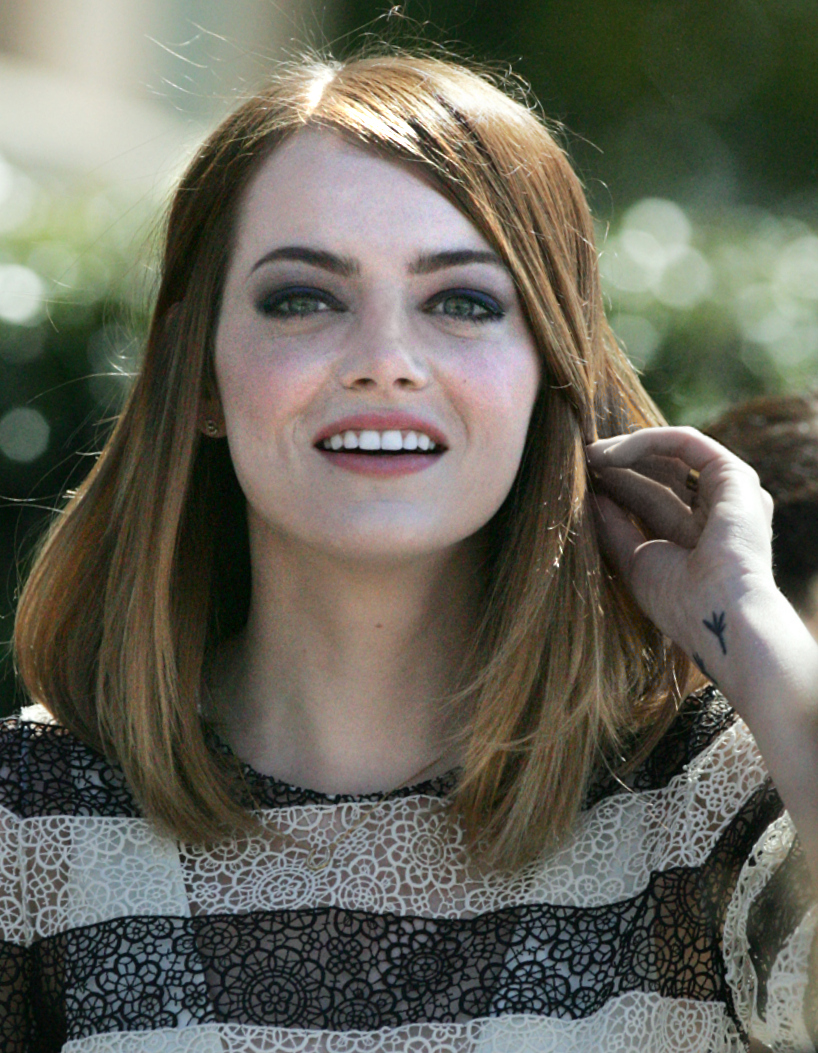
Emma Stoneová vítězka v kategorii nejlepší herečka v hlavní roli

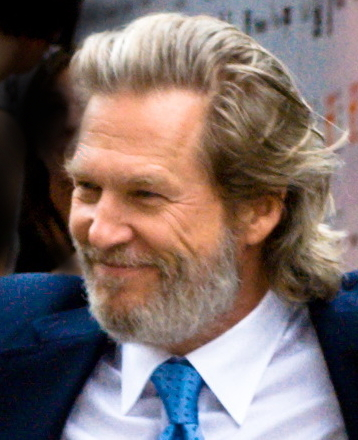
Jeff Bridges vítěz v kategorii nejlepší herec ve vedlejší roli

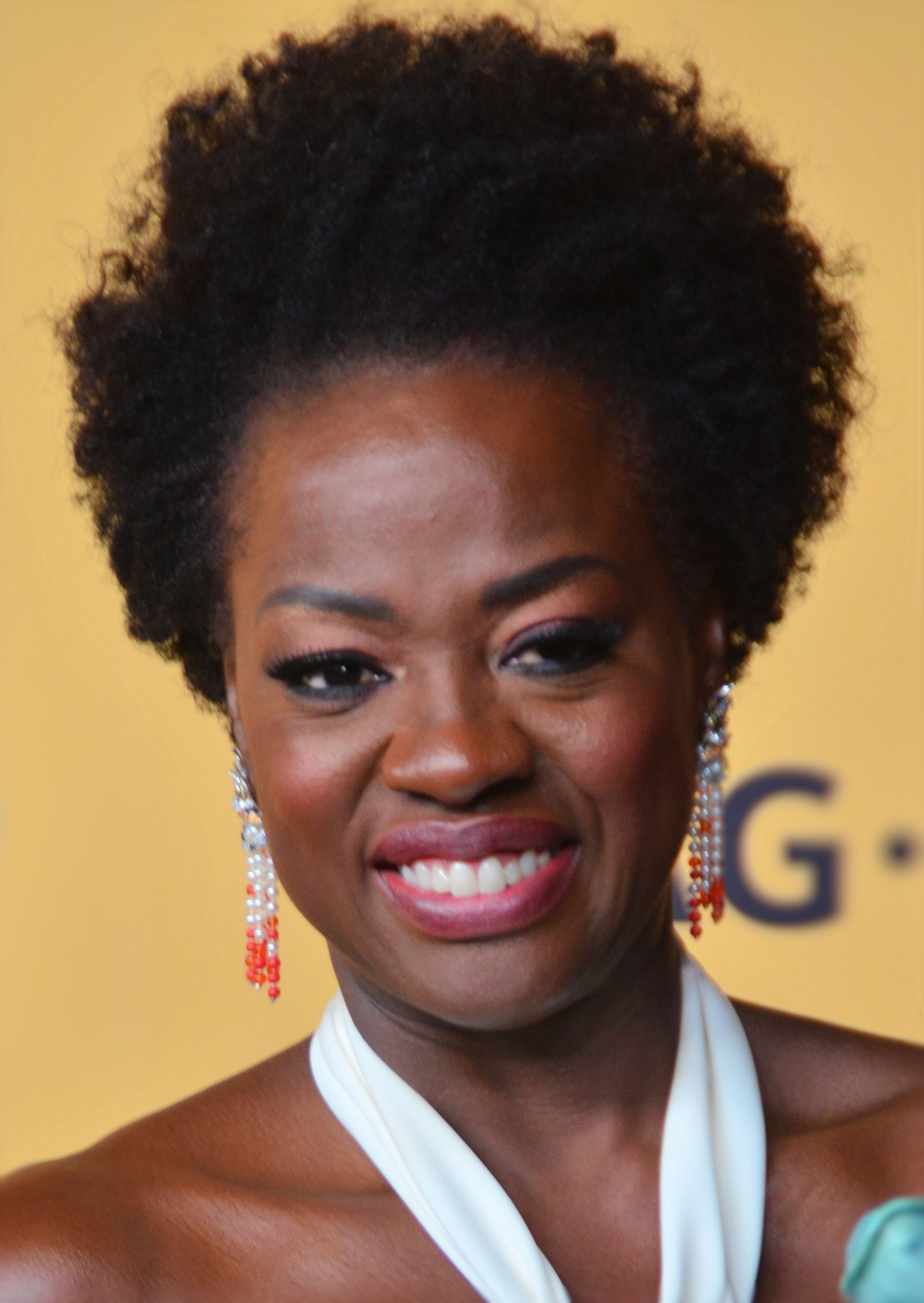
Viola Davis vítězka v kategorii nejlepší herečka ve vedlejší roli

5. ročník předávání cen asociace North Carolina Film Critics Association se konal dne 2. ledna 2017. Nominace byly oznámeny dne 27. prosince 2016.

## Vítězové a nominovaní

### Nejlepší film
La La Land
- Moonlight
- Za každou cenu
- Místo u moře
- Příchozí

### Nejlepší režisér
Damien Chazelle – La La Land
- Barry Jenkins – Moonlight
- David Mackenzie – Za každou cenu
- Kenneth Lonegran – Místo u moře
- Chan-woo Park – Komorná

### Nejlepší adaptovaný scénář
Eric Heisserer – Příchozí
- Whit Stillman – Láska a přátelství
- Tom Ford – Noční zvířata
- Seo-kyeong Jeong a Chan-wook Park – Komorná
- Taika Waititi – Hon na pačlověky

### Nejlepší původní scénář
Taylor Sheridan – Za každou cenu
- Kenneth Lonegran – Místo u moře
- Damien Chazelle – La La Land
- Mike Mills – Ženy 20. století
- Barry Jenkins – Moonlight

### Nejlepší herec v hlavní roli
Casey Affleck – Místo u moře
- Ryan Gosling – La La Land
- Denzel Washington – Ploty
- Joel Edgerton – Loving
- Viggo Mortensen – Tohle je náš svět

### Nejlepší herečka v hlavní roli
Emma Stoneová – La La Land
- Ruth Negga – Loving
- Natalie Portman – Jackie
- Annette Bening – Ženy 20. století
- Kate Beckinsale – Láska a přátelství

### Nejlepší herec ve vedlejší roli
Jeff Bridges – Za každou cenu
- Mahershala Ali – Moonlight
- Ben Foster – Za každou cenu
- Lucas Hedges – Místo u moře
- Sam Neill – Hon na pačlověky

### Nejlepší herečka ve vedlejší roli
Viola Davis – Ploty
- Naomie Harris – Moonlight
- Greta Gerwig – Ženy 20. století
- Michelle Williamsová – Místo u moře
- Nicole Kidman – Lion

### Nejlepší dokument
O.J.: Made in America
- 13th
- Nejsem žádný tvůj negr
- Animovaný život
- Weiner

### Nejlepší cizojazyčný film
Komorná
- Elle
- Začít znovu
- Toni Erdmann
- Muž jménem Ove

### Nejlepší animovaný film
Zootropolis: Město zvířat 
- Kubo a kouzelný meč
- Odvážná Vaiana: Legenda o konci světa
- Hledá se Dory
- Buchty a klobásy

### Nejlepší kamera
Linus Sandgren – La La Land
- James Laxton – Moonlight
- Bradford Young – Příchozí
- Chung-hoon Chung – Komorná
- Giles Nuttgens – Za každou cenu

### Nejlepší vizuální efekty
Doctor Strange
- Captain America: Občanská válka
- Rogue One: Star Wars Story
- Příchozí
- Kniha džunglí

### Ocenění Kena Hankeho
(umělci nebo filmu se speciálním spojením se Severní Karolínou)
Jeff Nichols
- Anthony Mackie
- Starving the Beast